# Кимусельгское
Кимусельгское — бессточное озеро на территории Коверского сельского поселения Олонецкого района Республики Карелия.
Площадь озера — 0,8 км². Располагается на высоте 46,8 метров над уровнем моря.
Форма озера продолговатая: вытянуто с севера на юг. Берега каменисто-песчаные.
Озеро поверхностных стоков не имеет и принадлежит к бассейну реки Тулоксы.
Недалеко от западного берега озера проходит дорога местного значения 86К-206 («Сяндеба — Кукшегоры»).
Населённые пункты возле озера отсутствуют. Ближайший — деревня Кукшегоры — расположен в полутора километрах к северу от озера.
Код объекта в государственном водном реестре — 01040300211102000014640.